# Буажелен де Кюсе, Жан-де-Дьё-Раймон де
Жан-де-Дьё-Раймон де Буажелен де Кюсе (фр. Jean-de-Dieu-Raymond de Boisgelin de Cucé; 27 февраля 1732, Рен, Королевство Франция — 22 августа 1804, Анжервилье, Первая империя) — французский куриальный кардинал. Епископ Лавора с 27 марта 1765 по 27 февраля 1771. Архиепископ Экса с 17 июня 1771 по 7 ноября 1801. Архиепископ Тура с 16 апреля 1802 по 22 августа 1804. Кардинал-священник с 17 января 1803 по 22 августа 1804.
Член Французской академии (кресло № 13 с 1775 по 1804).